# Plataforma Pittsburgh
La Plataforma de Pittsburgh es el documento fundacional del judaísmo reformista estadounidense. En 1885, la Unión de Congregaciones Hebreas Estadounidenses (en inglés estadounidense: Union of American Hebrew Congregations) adoptó un documento fundacional llamado "Plataforma Pittsburgh", con lo que finalizaron las reuniones de los rabinos reformistas estadounidenses, realizadas en noviembre de ese mismo año. Aunque el documento nunca ha sido adoptado por la Unión para el Judaísmo Reformista, fundada en 1873 por el rabino Isaac Mayer Wise, ni por la Conferencia Central de Rabinos Estadounidenses, la Plataforma Pittsburg ha ejercido una gran influencia sobre el movimiento del judaísmo reformista estadounidense hasta el día de hoy.

## Reunión
En la Conferencia de Pittsburgh, los líderes del movimiento reformista se reunieron para discutir el futuro del judaísmo en un contexto moderno, se debatió que los judíos debían adoptar un enfoque más moderno de su fe, enfatizando el monoteísmo ético y la importancia de los valores morales sobre las prácticas ritualistas. La plataforma rechazó la naturaleza vinculante de muchas leyes judías tradicionales y abogó por una interpretación más flexible de los textos judíos. Este documento jugó un papel crucial en la configuración de las creencias y prácticas del judaísmo reformista, promoviendo una visión del judaísmo que se alinea con los valores modernos. Destacó la importancia de la justicia social y el comportamiento ético, alentando a los judíos a involucrarse con las causas sociales, hoy en día estos siguen siendo los principios básicos del judaísmo reformista.

## Objetivo
La Plataforma hacía un llamamiento a los judíos estadounidenses para que estos adoptaran una aproximación moderna al judaísmo. El documento llamaba a rechazar las leyes y los rituales judaicos que no tenían un carácter moral.

## Posición ante el sionismo
El documento consideraba al pueblo judío como parte de una comunidad religiosa y no como una nación. Por esta misma razón, había inicialmente un cierto rechazo hacia el sionismo. El sionismo se consideraba innecesario, ya que los judíos estadounidenses se encontraban en su casa en los Estados Unidos. La Plataforma Pittsburgh, afirmaba que había que reconocer el valor del Cristianismo y del Islam. El documento defendía la vigencia del judaísmo y mantenía la creencia del pueblo judío en Dios.
La Plataforma Pittsburgh ayudó a dar forma al judaísmo reformista estadounidense y llamaba a los judíos estadounidenses a comprometerse en favor de la justicia social. Actualmente este principio ha sido adoptado por el movimiento reformista mediante el concepto de "Tikún Olam" (reparar el Mundo).